# Michapa, Veracruz
Michapa är en ort i Mexiko.   Den ligger i kommunen Huatusco och delstaten Veracruz, i den sydöstra delen av landet, 230 km öster om huvudstaden Mexico City. Michapa ligger 1 098 meter över havet och antalet invånare är 699.
Terrängen runt Michapa är kuperad. Runt Michapa är det tätbefolkat, med 276 invånare per kvadratkilometer. Närmaste större samhälle är Huatusco de Chicuellar, 5,0 km norr om Michapa. I omgivningarna runt Michapa växer i huvudsak städsegrön lövskog.